# فضة (عين العرب)
فضة قرية سوريّة تتبع إداريّاً لمحافظة حلب منطقة عين العرب ناحية صرين، بلغ تعداد سكانها 153 نسمة حسب التعداد السكاني لعام 2004.